# Агенција за посредничке, информатичке и финансијске услуге
Агенција за посредничке, информатичке и финансијске услуге (АПИФ) водећа је агенција на тржишту Републике Српске у пружању услуга финансијског посредовања.

## Историја
Агенција за посредничке, информатичке и финансијске услуге је основана одлуком Владе Републике Српске од 28. децембра 2000. Преузела је послове и раднике бивше Службе за платни промет (СПП) односно још раније Службе друштвеног књиговодства (СДК).
Њен статус и дјелатност прописани су Законом о Агенцији за посредничке, информатичке и финансијске услуге. Регистрована је код Окружног привредног суда у Бањој Луци.

## Дјелокруг
АПИФ обавља сљедеће послове:
- пружа услуге једношалтерског система (енгл. оne-stop-shop) за регистрацију пословних субјеката, а у складу са законом којим се уређује регистрација пословних субјеката
- врши упис и разврставање пословних субјеката по дјелатностима и додјељује матични број, доноси обавјештење о упису и разврставању пословног субјекта у складу са прописима којима се уређује класификација дјелатности и регистар пословних субјеката по дјелатностима у Републици Српској
- обавља аналитичке, статистичке и друге послове за кориснике услуга Регистра пословних субјеката
- успоставља и води Регистар пословних субјеката који представља јединствену базу података пословних субјеката који подлијежу судској регистрацији у складу са законом који уређује регистрацију пословних субјеката и јединствену базу података предузетника у складу са законом којим се уређује регистрација занатско-предузетничке дјелатности
- успоставља и води Регистар финансијских извјештаја, као централни извор информација о имовинском, приносном и финансијском положају правних лица и предузетника, обвезника предаје финансијских извјештаја у Регистар финансијских извјештаја
- успоставља и води јединствени регистар рачуна пословних субјеката у Републици Српској, који представља јавну евиденцију и централну базу података рачуна пословних субјеката отворених у банкама са сједиштем у Републици Српској и филијалама банака из Федерације Босне и Херцеговине и Брчко Дистрикта Босне и Херцеговине, које послују у Републици Српској и имају дозволу Агенције за банкарство Републике Српске
- успоставља и води Регистар јавних предузећа, на основу прописа којима се уређује област јавних предузећа у Републици Српској
- води регистар о измирењу обавеза Републике Српске по основу рачуна старе девизне штедње, који представља електронску базу података о верификацији старе девизне штедње ради испуњења обавеза надлежног органа Републике Српске према грађанима, односно имаоцима рачуна старе девизне штедње
- успоставља и води Регистар пољопривредних газдинстава и Регистар корисника подстицајних средстава у Републици Српској, у складу са прописима којима се уређује област регистара у пољопривреди
- успоставља и води Регистар сеоских домаћинстава и пружалаца услуга у апартманима, кућама за одмор и собама за изнајмљивање, у складу са прописима којима се уређује обављање угоститељске дјелатности
- врши услугу креирања оцјена о бонитету и друге услуге о бонитету пословних субјеката у Републици Српској
- успоставља и води Централни регистар принудне наплате, као електронску базу података о збирним евиденцијама из пословних банака о неизвршеним принудним наплатама, са свим релевантним подацима (дужник, повјерилац, основ, стартни износ, досадашња извршења итд.), као о и преузимању новопристиглих налога у банкама, информације о датумима и износима уплата, блокади, деблокади и другим подацима
- успоставља и води Регистар стечајних маса, као електронску базу података о стечајним масама стечајних дужника у односу на које је стечајни поступак покренут и спроведен по одредбама закона којим се уређује стечајни поступак и ликвидација
- чува и складишти у властитим трезорима, те врши дистрибуцију мјеница
- пружа софтверске услуге и израђује софтвере
- обавља послове у вези са Акцијским фондом Републике Српске а. д. Бања Лука, који захтијевају организационо-техничке капацитете којима располаже АПИФ
- по захтјеву, издаје изводе из регистара које води као и преписе других података из своје евиденције
- учествује у припреми и изради, те води друге јавне регистре Републике Српске, у складу са законом и
- обавља и остале послове који су јој повјерени законом

## Организација
Орган управљања Агенцијом за посредничке, информатичке и финансијске услуге је Управни одбор. Састоји се од три члана које именује Влада Републике Српске, након спроведеног јавног конкурса. Мандат им је пет година.
Агенцијом руководи директор и одговоран је за њен рад. Именује га Управни одбор и мандат му је пет година. Директор врши сљедеће послове: представља и заступа Агенцију, доноси појединачне акте и прима, именује и распоређује раднике. Директор може одређена овлашћења из свог дјелокруга преносити на поједине раднике Агенције.